# Ахій (підводний вулкан)
Ахій — вулкан у Тихому океані за 18 км на південний схід від острова Фаральон-де-Пахарос, який належить до групи Маріанських островів.
Ахій — підводний вулкан конічної форми на глибині 137 м. Спочатку в районі вулкана спостерігався незвичайний колір океанічної води, а в 1979 році в цьому районі екіпаж риболовецького судна через хвилювання моря побачив над водою сірчисті пари.
24—25 квітня 2001 року сталося вибухове виверження підводного вулкана. Вибух зафіксувала сейсмічна станція на острові Рангіроа, що належить до атолу Туамоту. Сейсмоактивність спостерігалася в районі 15 км в околицях підводного вулкана. У районі Ахія є також інші підводні вулкани.

## Ресурси Інтернету
- Вулкан Ахій. Global Volcanism Program. Смітсонівський інститут. (англ.)
- Volcano Live — John Search [Архівовано 24 березня 2012 у Wayback Machine.]
- [http://volcano.oregonstate.edu/ahyi [Архівовано 2 серпня 2012 у Wayback Machine.]  Volcano World — Oregon State